# Meloe angusticollis
Meloe angusticollis è una specie di scarabeo appartenente alla famiglia Meloidae, nativo del Nord America.
Sono mediamente lunghi dagli 8 ai 10 millimetri.